# Пушкарі (Новгород-Сіверський район)
Пушкарі́ — село в Україні, у Новгород-Сіверській міській громаді Новгород-Сіверського району Чернігівської області. До 2020 орган місцевого самоврядування — Ковпинська сільська рада.
Населення становить 376 осіб.

## Археологічні розвідки
Тут Михайло Рудинський (1932—1933) і П. Борисковський (1937—1939) досліджували групу пізньопалеолітичних (мадленських) стоянок з тридільними півземлянками та крем'яним і кістяним приладдям у них. Біля Пушкарів у культурному шарі знайдено багато кісток різних диких тварин, що вказує на мисливський спосіб життя жителів

## Назва
За легендою, 1708 році проїжджав селом «з варягів в греки» російський цар Петро І. Йому так сподобалося село на узвишші біля Десни, що він наказав спорудити фортецю і поставити гармати. Село, через солдатів-пушкарів, назвали теж Пушкарі.

## Історія
За даними на 1859 рік у козацькому й казенному селі Новгород-Сіверського повіту Чернігівської губернії мешкало 652 особи (312 чоловічої статі та 340 — жіночої), налічувалось 80 дворових господарств, існували 2 православні церкви.
Станом на 1886 у колишньому державному селі Кам'янсько-Слобідської волості мешкало 668 осіб, налічувалось 132 дворових господарства, існували 2 православні церкви й крупорушка.
За даними на 1893 рік у поселенні мешкало 2949 осіб (468 чоловічої статі та 503 — жіночої), налічувалось 226 дворових господарств.
За переписом 1897 року кількість мешканців зменшилась до 1048 осіб (482 чоловічої статі та 566 — жіночої), з яких 1048 — православної віри.
У 1897 році відкрито церковно-приходську школу.
У 70-80–ті роки було збудовано водопровід, асфальтну дорогу, десятки житлових будинків для колгоспників, дитячий садок, контору, майстерню для машинно-тракторного парку, пилораму, тваринницький комплекс на 5 тис. голів великої рогатої худоби, свиноферму та зерносклади.
Із січня 2015 року село Пушкарі стало центральною садибою Ковпинської сільської ради. До цього сільрада була у Ковпинці.
12 червня 2020 року, відповідно до розпорядження Кабінету Міністрів України № 730-р «Про визначення адміністративних центрів та затвердження територій територіальних громад Чернігівської області», увійшло до складу Новгород-Сіверської міської громади.
19 липня 2020 року, в результаті адміністративно - територіальної реформи та ліквідації колишнього Новгород-Сіверського району, село увійшло до новоствореного Новгород-Сіверського району Чернігівської області.

## Населення

### Мова
Розподіл населення за рідною мовою за даними перепису 2001 року:
| Мова       | Кількість | Відсоток |
| ---------- | --------- | -------- |
| російська  | 309       | 82.18%   |
| українська | 67        | 17.82%   |
| Усього     | 376       | 100%     |

## Пам'ятки природи
«Ковпинський вихід» — потужні джерела, розташовані на північ від села. Є гідрологічною пам'яткою природи місцевого значення (від 1964 року) (52°12′56″ пн. ш. 33°17′38″ сх. д. / 52.21556° пн. ш. 33.29389° сх. д.).
На південь від села розташована геологічна пам'ятка природи місцевого значення «Погон» площею 5 га, що має увійти до проектованого Національного природного парку «Подесіння»

## Відомі земляки
- Шарпило Петро Дем'янович — Герой Радянського Союзу.